# Taete
Taete ist eine unbewohnte Insel, die zum Atoll Abaiang in den Gilbertinseln in der Republik Kiribati gehört.

## Geographie
Taete ist ein Motu im Nordwesten der Riffkrone. Zusammen mit Iaia bildet die Insel den Übergang zwischen Ribono und der Hauptinsel Teiro.